# Roger American Mechanical Carriage Company
Roger American Mechanical Carriage Company war ein US-amerikanischer Hersteller von Automobilen.

## Unternehmensgeschichte
Émile Roger stellte in Paris Fahrzeuge der Marke Roger-Benz nach Patenten von Benz & Cie. her. 1895 reiste er mit drei seiner Fahrzeuge in die USA, die er an die Warenhäuser Macy’s, Gimbels und Wanamaker’s verkaufte. Macy’s setzte das Fahrzeug beim Chicago Times-Herald Contest ein.
Im gleichen Jahr gründete Roger das Unternehmen in Manhattan im US-Bundesstaat New York. Er warb W. P. Williams an, der beauftragt wurde, die Fahrzeuge zu verbessern, damit sie für die amerikanischen Straßen besser geeignet waren. Der Markenname lautete Roger-American, von einer anderen Quelle zu Roger verkürzt.
Der Tod von Roger 1897 führte zur Auflösung des Unternehmens. Insgesamt entstanden nur wenige Fahrzeuge.

## Fahrzeuge
Die Fahrzeuge basierten technisch auf dem Benz Patent-Motorwagen Victoria. Geplant waren Wagen mit ein und zwei Sitzen, Surrey, Wagonette, Coupé und Lieferwagen.
Ein Fahrzeug wurde 1896 beim Cosmopolitan Road Race eingesetzt.